# Данієль Альфредссон
Данієль Альфредссон (швед. Daniel Alfredsson; нар. 11 грудня 1972, Гетеборг, Швеція) — шведський хокеїст, правий нападник.

## Клубна кар'єра
В 1992—1995 роках грав за шведську команду «Вестра Фрелунда» з Гетеборга. У шостому раунді драфта НХЛ 1994 був обраний командою «Оттава Сенаторс». Як найкращий дебютант сезону 1995/96 отримав трофей Колдера. За регулярний чемпіонат 2005/06 набрав 103 очка (43 закинуті шайби та 60 результативних передач). Наступного сезону грав у фіналі кубка Стенлі, встановив особистий рекорд результативності у плей-офф. Але «Оттава Сенаторс» поступилася «Анагайм Даксу» (рахунок серії 1:4).
В 2012 отримав нагороду Кінга Кленсі. Цей приз отримує гравець, який є взірцем для партнерів, під час перебування на льодовому майданчику та поза його межами, а також бере активну участь у громадському житті. Чотири рази брав участь у матчах «Всіх зірок НХЛ». Всього у регулярному чемпіонаті Національної хокейної ліги провів 1246 матч (набрав 1157 очок) та у плей-офф 124 матчів (101 очко).

## Виступи у збірній
У складі збірної Швеції був учасником п'ятьох Олімпіад (1998, 2002, 2006, 2010), 2014). Здобув золоту олімпійську медаль на іграх у Турині.
Брав участь у семи чемпіонатах світу (1995, 1996, 1999, 2001, 2004, 2005, 2012). На світових чемпіонатах виграв по дві срібні (1995, 2004) та бронзові нагороди (1999, 2001). Всього на Олімпійських іграх та чемпіонатах світу провів 88 матчів (32 закинуті шайби).
Учасник двох кубків світу (1996, 2004). Всього провів вісім матчів та відзначився 6 результативними передачами.

## Нагороди та досягнення
- Олімпійський чемпіон (1): 2006
- Срібний призер Олімпіади (1): 2014
- Срібний призер чемпіонату світу (2): 1995, 2004
- Бронзовий призер чемпіонату світу (2): 1999, 2001
- Фіналіст кубка Стенлі (1): 2007
- Володар трофею Колдера (1): 1996
- Володар трофею Кінга Кленсі (1): 2012
- Гравець другого складу «Всіх зірок НХЛ» (1): 2006
- Учасник матчів «Всіх зірок НХЛ» (4): 1996, 1997, 1998, 2004

## Статистика
Статистика виступів на Олімпійських іграх, чемпіонатах та кубках світу